# Яффе, Хиллель
Гилель Яффе (при рождении Иоффе, ивр. הלל יפה‎; 1864, Бристовка, Екатеринославской губерии — 1936, Зихрон-Яаков) — еврейский врач российского происхождения и сионистский лидер, иммигрировавший в Палестину во время Первой алии. Он сыграл важную роль в лечении малярии среди населения Палестины в начале XX века и помог улучшить медицинскую инфраструктуру ишува в течение того же периода.

## Биография
Гилель Яффе родился в 1864 году в небольшом селе Бристовка в Екатеринославской губернии на Украине в семье торговца и получил традиционное еврейское образование. Став старше, он поступил на учёбу в гимназию города Бердянска. Здесь он захотел изучать медицину, а также познакомился с идеями сионизма. Во время учёбы в Бердянске он встретился с писателем Мордехем Рабиновичем («Бен Ами»), который позже женился на его сестре Кларе. По окончании гимназии он отправился в Женеву, где начал изучать медицину. В 1889 году, получив степень доктора медицины, он специализировался в лечении глазных болезней в Париже. Его статьи по офтальмологии привлекли внимание научного сообщества. Решение Яффе специализироваться в медицине, и особенно, в офтальмологии основывалось на решении стать врачом в Земле Израиля. В 1891 году он покинул Россию и отправился в Стамбул, который был тогда столицей Османской империи, включавшей также территорию Палестины. Получив в Стамбуле лицензию на медицинскую практику, Гилель Яффе отплыл в Яффо.
В 1898 году Яффе женился на Ривке Гликштейн. У них родилось трое детей. Племянник Гилеля Яффе — Игаэль Глюкштейн, писавший под псевдонимом Тони Клифф — был троцкистом и одним из основателем британской Социалистической рабочей партии.

### Медицинская карьера
После приезда Яффе поселился в Тверии, где работал в 1891—1893 годах и приобрел отличную репутацию. В 1893 году он переехал в Зихрон-Яаков. Находясь здесь, он лечил от малярии жителей соседней Хадеры, посещая это поселение, по крайней мере, два раза в неделю. Ему удалось вылечить некоторых мужчин, но уровень смертности оставался высоким. Постепенно стало очевидным, что для полного устранения болезни индивидуального лечения явно недостаточно и требуется целая система профилактических мероприятий. В 1895 году Яффе стал представителем организации «Ховевей Цион» в стране.

### Сионистская деятельность
Гилель Яффе пришел к выводу, что для охраны здоровья еврейских поселенцев в Земле Израиля необходимо объединить медицину с политической активностью и создать новые медицинские институты. Для того, чтобы преуспеть в ликвидации малярии, Яффе перебрался в Яффо, который был центром еврейского ишува. Под его руководством были собраны деньги для осушения зараженных болот в районе Хадеры. Кроме того, во время своих визитов в Европу, он собрал деньги для спасение первой еврейской школы, которая находилась на грани финансового краха.
Яффе стал известным авторитетом в области лечения и профилактики малярии. Им было опубликовано много статей по этой теме. В 1900 году он читал лекцию на международной конференции по малярии в Париже. Одновременно Г. Яффе работал над созданием и улучшением системы общественного здравоохранения и изучал другие болезни, распространенные в регионе, уделяя главное внимание профилактике и минимизации распространения инфекционных заболеваний. В 1902 году по Эрец Исраэль распространилась эпидемия холеры. Яффе был назначен правительством Османской империи руководителем борьбы с эпидемией. Чтобы остановить распространение болезнин, он запретил людям покидать свои общины и входить в дома больных. Благодаря принятым мерам эпидемия была остановлена.
В 1903 году Яффе вместе с делегацией сионистского движения исследовал регион Эль-Ариш на севере Синайского полуострова, где предполагалось разместить еврейское государство, предложенное Теодором Герцлем на сионистском конгрессе. Мнение делегации было отрицательным, поскольку в исследованном районе была элементарная нехватка воды.
В том же году Гилель Яффе участвовал вместе с Менахемом Усышкиным и представителями ишува в собрании, на котором были основаны Гистадрут и Союз учителей Эрец Исраэль. Г. Яффе был назначен главой комитета, целью которого было экономическое объединение поселений, которое могло бы улучшить их финансовую и экономическую независимость. Он также пропагандировал важность образования на иврите и заботился о развитии этого образования. Внес большой вклад в создание современной медицинской терминологии на иврите.
В 1905 году Г. Яффе покинул организацию «Ховевей-Цион» и начал работать в больнице в Яффо. Во время работы он заболел воспалением легких и, чтобы излечиться, уехал в Европу. В 1907 году он вернулся в Эрец Исраэль и стал руководителем больницы в Зихрон-Якове. Обширные знания Яффе в медицине и в практических реалиях страны, привели его к созданию зачатков системы общественного здравоохранения, а также широкой системы профилактики болезней. Он обучал бригады медиков, которые могли бы оказать первую помощь жителям поселений.
В 1919 году он переехал из Зихрон-Яакова в Хайфу, где продолжал работать врачом, одновременно публикуя статьи по медицине в зарубежных журналах и участвуя в международных конференциях. Яффе продолжал работать до своей смерти в 1936 году. По его желанию он был похоронен в Зихроне Яакове.

## Борьба с малярией
Первые усилия Яффе по искоренению малярии были сосредоточены на осушении болот. В том числе, он рекомендовал массовые посадки эвкалиптов, которые осушали переувлажненную почву. По его рекомендации жители Хадеры и иностранные рабочие из Африки (прибывшие после того, как Яффе попросил помощи у барона Натана Ротшильда) начали прорывать обширную сеть каналов, соединяя с их помощью болота с рекой Хадера. Согласно исследованиям европейских ученых, выяснилось, что переносчиками малярии являются малярийные комары, которые размножались на болотах. Гилель Яффэ убедил жителей поселений устанавливать противомоскитные сетки вокруг кроватей и на окнах, а также очищать пруды со стоячей водой. Яффе также убедил барона Ротшильда организовать уничтожение комаров с помощью химических веществ. После принятых мер заболеваемость малярией уменьшилась, а усилия по осушению болот возросли. Частью усилий Яффе по оздоровлению окружающей среды были посадки на больших площадях вокруг Хадеры эвкалиптовых деревьев.

## Память
Именем Гилеля Яффе названы улицы в различных городах Израиля, мошав Бет-Гилель (Верхняя Галилея) и Медицинский центр в Хадере.